# Aiguille de Blaitière
La aiguille de Blaitière, que culmina a una altitud de 3522 m, es una de las principales agujas de Chamonix en el macizo del Mont-Blanc.

## Toponimia

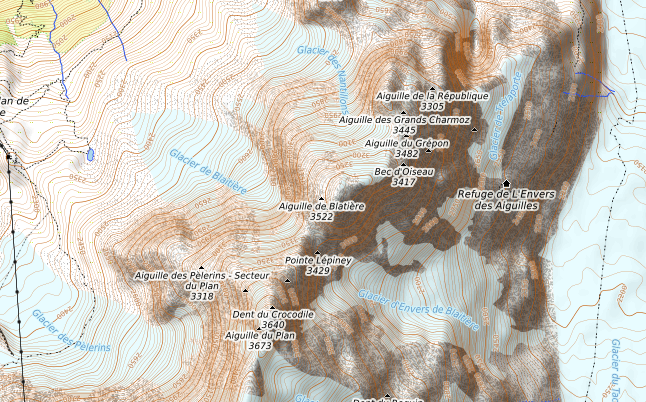
Mapa topográfico de la aiguille.

Los nombres de las montañas pertenecen a los estratos más antiguos de la toponimia. La mayoría de las veces son de origen celta o indoeuropeo. Para la aiguille de Blaitière la raíz celta es la palabra blato / blatu. En la lengua gala, la misma palabra designa dos cosas muy diferentes: la flor y la harina. Esta homonimia puede encontrarse en otras lenguas. En inglés, por ejemplo, flour es harina y flower es flor. Ambas palabras se pronuncian casi igual. Lo mismo ocurre en holandés, donde bloem significa tanto "flor" como "harina". Dado que la flor es la parte superior de una planta, no es de extrañar que esta palabra se haya utilizado para referirse a los picos. También podría ser una referencia a una deidad ("la florida"). Los pueblos tradicionales han dado a las montañas los nombres de sus deidades.
Bajo el régimen de Vichy, la cumbre norte (punta o aiguille de Chamonix) pasó a llamarse " Pointe Maréchal-Pétain» o « Pic Maréchal-Pétain ».

## Topografía
La aiguille de Blaitière tiene tres picos:
- la punta Central (punto más alto, 3522 m  );
- el extremo Sur (3521 m  ), muy cerca;
- el punto Norte también llamado punto o aiguille de Chamonix (3507 m) claramente separado, al otro lado de la brecha de Blaitière (3449 m), en la parte superior del corredor de Spencer.

## Montañismo

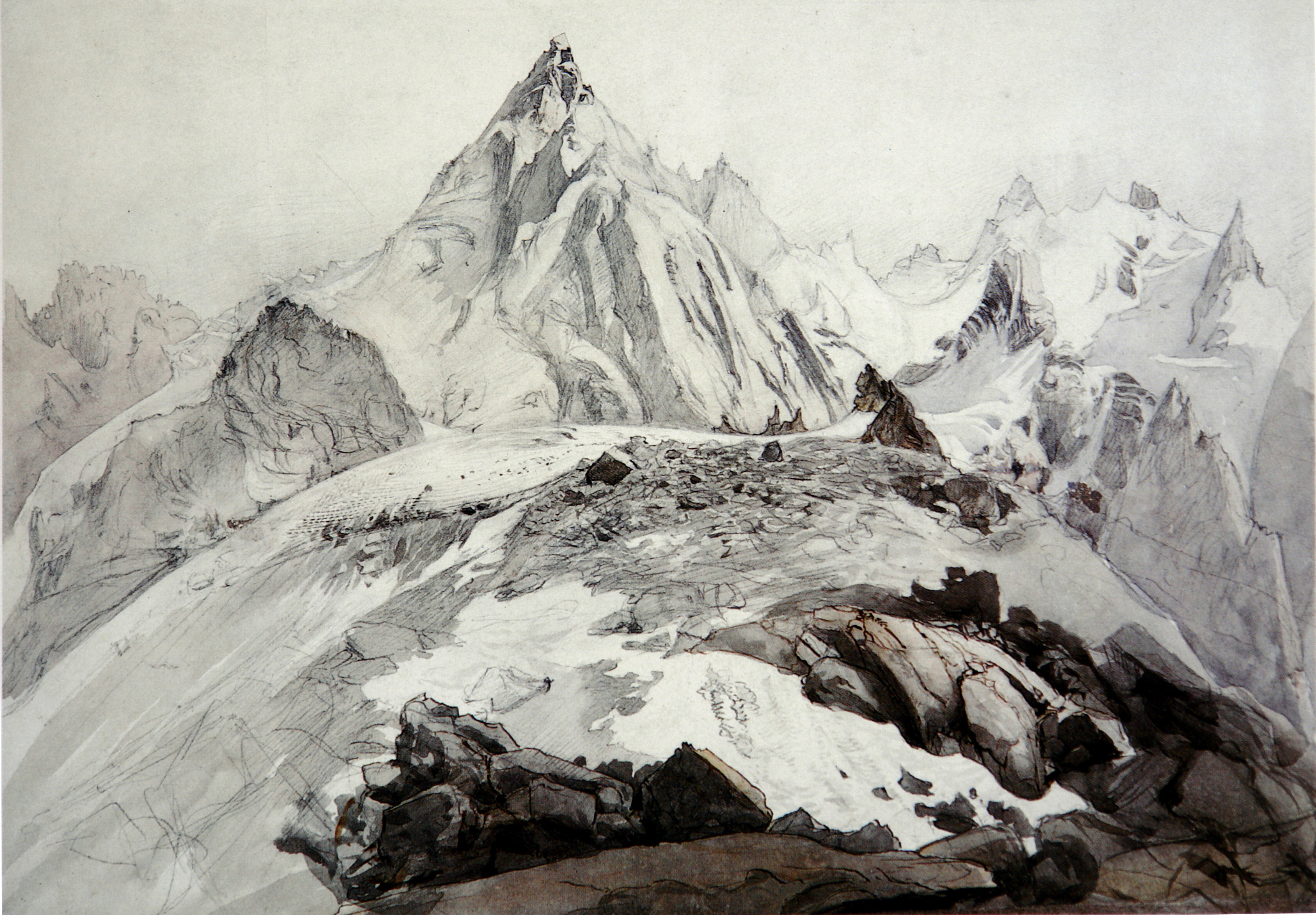
La aiguille de Blaitière, acuarela de John Ruskin (1856)

- 1873 - Primera ascensión de la punta Norte por Thomas Stuart Kennedy y J.A.G. Marshall con los guías Johann Fischer y Ulrich Almer
- 1874 - Primera ascensión de la punta Centrale realizada el 6 de agosto por ER Whitwell con Christian Lauener y Johann Lauener
- 1898 - Apertura de la ruta más clásica, el Spencer Couloir (AD, 200 m  a 51°, por S. Spencer con los guías Christian Jossi y Ulrich Almer, 7 de agosto
- 1936 - Cara Sur por Raymond Leininger y Neuenschwander
- 1937 - Arista Sureste por Raymond Leininger y Jean Leininger

La cara Oeste está atravesada por numerosas vías de escalada, en especial la ruta británica (Joe Brown y Don Whillans el 25 de julio de 1954), con la famosa grieta Brown (6b/c), escalada libre por primera vez por Robert Paragot.

## Apéndices